# Medicosma riparia
Medicosma riparia är en vinruteväxtart som först beskrevs av Van Royen, och fick sitt nu gällande namn av Thomas Gordon Hartley. Medicosma riparia ingår i släktet Medicosma och familjen vinruteväxter. Inga underarter finns listade i Catalogue of Life.